# Laeticia Hallyday
Pour les articles homonymes, voir Hallyday, Boudou et Smet.
Compléments
Marraine de l'Unicef
Laeticia Smet, dite Laeticia Hallyday, née Laetitia Boudou le 18 mars 1975 à Béziers, est une personnalité médiatique française, connue pour être la quatrième et dernière épouse du chanteur Johnny Hallyday.

## Biographie

### Famille et jeunesse
Laetitia Marie Christine Boudou est la fille d'André Boudou ancien rugbyman et homme d'affaires à la réputation controversée et de Françoise Thibaut (née Galtié),, ancienne « Miss Cap d'Agde » assistant son mari dans ses affaires.
Avec son frère cadet, Grégory, Laeticia passe son enfance au Cap d'Agde, sur la côte méditerranéenne. Ses parents divorcent alors qu'elle a dix ans, ce qui coïncide avec des débuts de troubles anorexiques. Elle est élevée par son arrière-grand-mère, dont elle est particulièrement proche.
Elle a une demi-sœur, Margaux Thibaut, née en 1995 du deuxième mariage de sa mère.
Son père quitte Marseillan, où est établie la famille Boudou, pour aller vivre à Miami, aux États-Unis, où il développe des activités dans l'immobilier et devient gérant de plusieurs boîtes de nuit,,. À l'âge de 13 ans, Laeticia Boudou choisit à son tour de quitter la France pour s'installer auprès de son père, qui souffre d'une dépression à la suite d'une rupture amoureuse.
Inscrite dans une école française de la ville, elle abandonne rapidement sa scolarité et se lance dans le mannequinat.

### Vie avec Johnny Hallyday

#### Rencontre et mariage
Laetitia Boudou et Johnny Hallyday se rencontrent le 25 mars 1995 à Miami, présenté par un ami, dans un restaurant japonais, où elle dîne avec son père,.
Le 25 mars 1996, à Neuilly-sur-Seine, à l'âge de 21 ans, Laetitia Boudou épouse Johnny Hallyday, âgé de 52 ans, devant le maire de la ville, Nicolas Sarkozy. Elle est la quatrième épouse du chanteur (après Sylvie Vartan, Babeth Étienne et Adeline Blondieau). Dès lors, Laetitia Boudou, épouse Smet par son mariage, devient connue sous le pseudonyme de « Laeticia Hallyday ».
Plusieurs membres de l'entourage de Johnny Hallyday se seraient montrés réticents et critiques à son égard, notamment en raison de l'écart d'âge entre la star et son épouse.

#### Vie familiale

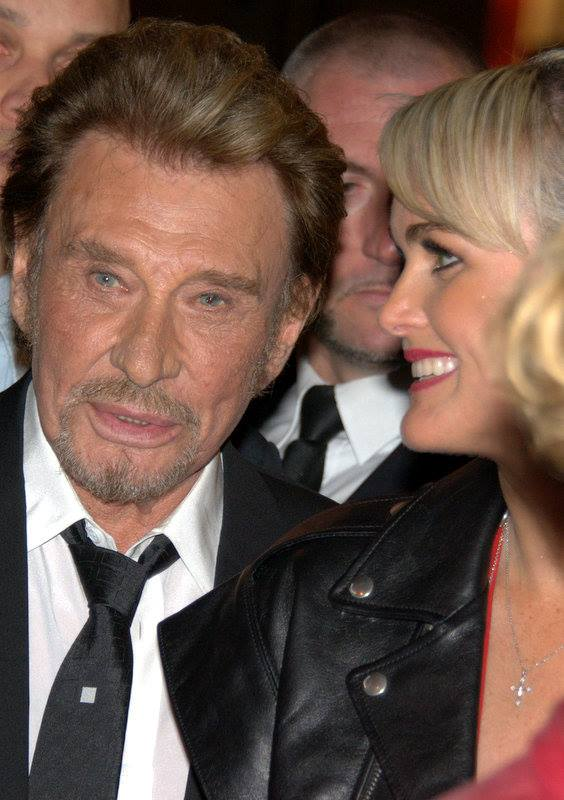
Johnny et Laeticia Hallyday en 2014.

Laeticia et Johnny Hallyday adoptent deux enfants : en novembre 2004, une enfant d'origine vietnamienne, qu'ils prénomment Jade, née le 3 août 2004 sous le nom de Bùi Thị Hoà, puis, en décembre 2008, Joy, vietnamienne également, née le 27 juillet 2008 sous le nom de Maï Hường. Elle dit être stérile, « sans doute [en raison de son anorexie] », et avoir vécu plusieurs fausses couches.
L'acteur Jean Reno et Luana Belmondo (née Tenca, épouse de Paul Belmondo) sont les parrain et marraine de Jade Smet. L'homme d'affaires Jean-Claude Darmon et la chef cuisinière Hélène Darroze sont le parrain et la marraine de Joy Smet.
Le 8 mai 2007, peu après leur déménagement en Suisse, Laeticia Hallyday annonce qu'elle et son mari pourraient revenir vivre en France à la suite de l'élection de Nicolas Sarkozy à la présidentielle et de la promesse de celui-ci de mettre en place un bouclier fiscal à 50 %,. Ce retour ne se fait finalement pas et le couple continue de vivre une grande partie de l'année à Gstaad en Suisse, avant de se fixer à Los Angeles, aux États-Unis.
Le 6 décembre 2017, elle annonce par communiqué à l'AFP la mort de son mari, à l'âge de 74 ans. Elle déclare à cette occasion : « Johnny était un homme hors du commun. Il le restera grâce à vous. Surtout, ne l'oubliez pas. Il est et restera avec nous pour toujours. Mon amour, je t'aime tant ».
L'union conjugale entre Laeticia et Johnny aura duré près de 23 ans, la plus longue des unions qu'a connues le chanteur.

#### Implication auprès de son mari
À partir du début des années 2010, Laeticia Hallyday s'investit dans la vie professionnelle de Johnny Hallyday en devenant la « manageuse de l'ombre » de son époux,.
Autodidacte, elle accompagne les choix et gère les affaires professionnelles de son mari. Les différentes entreprises du chanteur sont depuis l'été 2012 au nom de sa grand-mère paternelle Élyette Boudou (née Savy le 5 juillet 1935), installée avec le couple à Los Angeles. Surnommée affectueusement « Mamie Rock » par Johnny Hallyday, cette dernière est en effet désignée en 2012 représentante légale d'au moins cinq sociétés qui gèrent les droits d'auteurs et d'édition, les concerts et tournées, les produits dérivés ou l'immobilier du rockeur, dont la lucrative société Pimiento gérant les droits d'édition.
Le 3 décembre 2005, elle est la présidente du jury de l'élection de Miss France 2006 se déroulant au palais des festivals et des congrès de Cannes.
En 2006, elle enregistre avec son mari une reprise de la chanson Imagine de John Lennon, qui est vendue au profit de l'UNICEF. En 2011, elle crée la fondation La Bonne Étoile avec la restauratrice Caroline Rostang et la chef étoilée Hélène Darroze, qui ont en commun avec elle d'avoir adopté leurs filles au Vietnam. L'association a pour but d'améliorer le quotidien d'enfants malades ou handicapés.
En novembre 2009, Johnny Hallyday, installé en Californie depuis deux ans, est hospitalisé d'urgence puis placé à deux reprises en coma artificiel. Il doit ensuite suivre une longue période de convalescence. Cet épisode marque le début du changement de rôle de Laeticia au sein du couple : elle devient de plus en plus influente, n'hésitant pas à faire « le ménage dans l'entourage » du chanteur, selon d'anciens proches.
Elle renouvelle l'entourage musical de son mari, en le faisant collaborer avec des chanteurs ou musiciens plus jeunes et plus ancrés dans leur époque (Matthieu Chedid, Yarol Poupaud ou Maxime Nucci) : elle « éloigne les vieilles gloires ». Ainsi, Jean-Claude Camus le fidèle producteur, les attachés de presse ou encore le photographe Daniel Angeli sont écartés. Laeticia Hallyday gère et transforme en quelques années l'image professionnelle de son mari afin de la moderniser. De même, elle gère la communication du chanteur en contrôlant et publiant elle-même des parts de leur vie privée afin d'éviter la diffusion de photos volées, ou en sélectionnant les images pour ses albums.
En pleine polémique sur la question de l'héritage, L'Express la décrit de la façon suivante : « Laeticia est tout à la fois le manager de Johnny, sa styliste, sa directrice artistique, sa productrice, sa négociatrice, la responsable de son image, son garde-chiourme, son infirmière, son avenir. Elle a l'œil sur tout, un avis, une idée, un pouvoir de dire non. » Elle est également décrite comme « une jeune femme intelligente, très proche de sa famille et peu portée sur les discussions d'argent, mais fort dépensière, fascinée par sa propre image et capable de spectaculaires bouderies ».
Le contrôle de son image personnelle prend une tournure particulière après l'adoption de sa seconde fille : jusque-là effacée, elle apparaît alors totalement changée, en phase avec la mode branchée du moment. À partir de ce moment, la presse de mode épie régulièrement ses tenues tout comme le reste de sa vie de femme. Elle est plus souvent photographiée seule, utilise les réseaux sociaux et contribue activement au rôle de porte-parole du couple.

#### Héritage
Le texte peut changer fréquemment, n’est peut-être pas à jour et peut manquer de recul. 
Le titre et la description de l'acte concerné reposent sur la qualification juridique retenue lors de la rédaction de l'article et peuvent évoluer en même temps que celle-ci.
Le testament de Johnny Hallyday, révélé à la suite de son décès le 5 décembre 2017, marque la volonté du chanteur de léguer son patrimoine à un trust dont les trois bénéficiaires sont Laeticia, Jade et Joy Hallyday.
Le 12 février 2018, Laura Smet et David Hallyday, les aînés du chanteur, font connaître leur intention de contester en justice le testament de leur père, et revendiquent un droit de regard sur le dernier album considéré comme « posthume » et le gel des biens immobiliers.
Les médias se font alors l'écho des tensions existant depuis des années entre Laeticia Hallyday et les deux premiers enfants de Johnny Hallyday,,.
Les avocats de Laura Smet et David Hallyday dénoncent la multiplicité des testaments consécutifs du rockeur et notent « une réduction testament après testament de la part réservataire des enfants de Jean-Philippe Smet ». Ils dénoncent également un montage financier complexe appelé JPS (pour Jean-Philippe Smet),.
Le 3 juillet 2020, à la suite d’une longue bataille judiciaire, Laura Smet accepte l’accord proposé par Laeticia Hallyday tandis que David Hallyday, satisfait de l’entente trouvée, annonce se désister de toute action en justice,,,.
Selon l’accord, Laura Smet accepte les volontés testamentaires de son père, en échange d’une protection face aux dettes fiscales de Johnny Hallyday, estimées à 34 millions d’euros, lesquelles sont à la charge de Laeticia Hallyday,. Elle conserve le patrimoine immobilier du chanteur.
L’héritage musical prévoit que les bénéfices générés par les ventes de disques de Johnny Hallyday reviennent à Laeticia tandis que Laura Smet récupère 1,5 million d’euros, les droits de la chanson « Laura » ainsi qu’une guitare de son père,.
Le droit moral de l’œuvre de Johnny Hallyday, à savoir l’utilisation de la musique ou de l’image de la star, revient à Laeticia Hallyday,.
Dans l'opinion publique, bien que Laeticia Hallyday ait tendu la main à Laura Smet et David Hallyday, cet épisode attire des critiques contre Laeticia Hallyday, et plusieurs personnalités désapprouvent son attitude supposée envers les aînés du chanteur,. Laeticia Hallyday est ainsi régulièrement accusée d'avoir exercé une emprise excessive sur son mari,,,. Entre autres, Sylvie Vartan, mère de David, doute que le testament traduise la volonté de son ex-époux.

### Vie privée après Johnny Hallyday
En août 2019, elle fait la rencontre de Pascal Balland ; ils se séparent en octobre 2020. Elle officialise le 15 décembre 2020 sa relation avec l'acteur et réalisateur Jalil Lespert, commencée quelques semaines plus tôt,, et le couple se sépare à l'été 2023.

## Filmographie
Laeticia Hallyday apparaît dans deux films :
- 2006 : Jean-Philippe de Laurent Tuel : une spectatrice du karaoké (non créditée) ;
- 2017 : Rock'N'Roll de Guillaume Canet : elle-même.

## Publication
- Mes îles, mes rêves, Michel Lafon, avril 1998, 188 p. (ISBN 978-2-8409-8372-9)[59]